# 地域計画連合
株式会社地域計画連合（ちいきけいかくれんごう、英称：Regional Planning International Co.,Ltd、通称：RPI（アール・ピー・アイ）は、日本の都市計画コンサルタント。まちづくりコンサルタント。都市計画コンサルタント協会会員。全国市街地再開発協会会員。

## 概要
- 東京本社：東京都豊島区北大塚2-24-5　ステーションフロントタワー２F
- 熊本事務所：熊本県熊本市中央区水前寺1-5-10　濫觴（らんしょう）イレブン303号室
- 山口事務所：山口県防府市本橋町11-11-1

関連会社に株式会社アールピーアイ栃木がある。
1970年代には多くの工業地開発に取り組み、近年では密集市街地整備などの既成市街地の再生や地区まちづくり、さらに福祉関係の調査が中心になる。
近年のおもなものにさいたま市緑区区民会議コンサルテーション、長崎１・２・３丁目防災まちづくり、川口市障害者福祉計画等策定など。2002年から東京都の第三者評価機関認定法人。2003年にISO9001を取得し、また埼玉県で評価機関認証取得。

## 沿革
1969年に都市・地域開発計画研究者の小島重次（のち筑波大学教授）及び紺野昭（のち豊橋技術科学大学教授）の発意によって設立。初代代表に梶静夫。1971年には小島重次代表就任。(株)地域環境研究所設立。1974年(株)リージョナル プランニング インターナショナル設立。1976年には紺野昭が代表就任。1983年、九州事務所開設。1986年、北関東事務所開設
2005年9月から2007年3月、中越震災復興に協力するために中越事務所を設置。
2016年9月から熊本震災復興に協力するために熊本事務所を開設。
2019年、ISO27001（情報セキュリティマネジメントシステム）認証。